# Laura Codruța Kövesi
Laura Codruța Kövesi, leánykori nevén Lascu, (Sepsiszentgyörgy, 1973. május 15. –) román jogász, 2013–2018 között a Románia Főügyészi Hivatala keretében működő Országos Korrupcióellenes Ügyészség (DNA) vezető ügyésze, 2019-től az Európai Ügyészség (EPPO) főügyésze.

## Pályafutása
Általános és középiskolai tanulmányait Medgyesen végezte, ahol a Medgyesi Iskolai Sport Klub kosárlabdázója volt. Innen válogatták be Románia junior női kosárlabda-válogatottjába, mely csapattal 1989-ben Temesváron Európa-bajnoki ezüstérmes lett. Az 1991 és 1995 közti időszakban a kolozsvári Babeș–Bolyai Tudományegyetem Jogi Karának hallgatója volt.
2006-tól kezdődően Románia Legfőbb Ügyészeként tevékenykedett. Hivatalba lépésének időpontjában Kövesi volt az első nő és ezzel egyidejűleg a legfiatalabb főügyész Románia addigi történetében. Ezen felül ő az egyedüli olyan köztisztviselő, aki Románia Legfőbb Ügyészeként teljes mandátumát kitöltötte.

### A DNA vezető ügyésze
2013-tól 2016-ig töltötte első mandátumát, 2016. április 6-án Klaus Johannis államfő aláírta a második hároméves mandátumáról szóló kinevezést. Ezt azonban már nem tölthette ki, mert az Alkotmánybíróság döntésének engedelmeskedve, egy hónapos huzavona után, 2018. július 9-én az államfő aláírta menesztését ebből a pozícióból. Az Alkotmánybírósághoz azután került az ügy, hogy Johannis nem akart eleget tenni az igazságügyi miniszter részéről érkezett, 2018. februári javaslatnak, miszerint váltsa le Kövesit, mert az alkalmatlan a tisztség betöltésére.

### Európai főügyészi tisztség
2019 februárjában bekerült az első három jelölt közé, akik az újonnan létrehozandó európai főügyészi tisztségre pályáztak. 2019 októberében az Európai Unió Tanácsa hivatalosan is jóváhagyta a kinevezését. Mandátuma hét évig tart. Feladata elsősorban a luxemburgi székhelyű Európai Ügyészség operatív és adminisztratív struktúrájának felépítése, valamint a jó munkakapcsolatok kiépítése a nemzeti igazságügyi hatóságokkal.
2021 végén a Politico Europe Európa legbefolyásosabb embereinek éves rangsorában a „cselekvők” kategória 6. helyére tette. A jogállamiság kérdésének az uniós napirend élére emelkedésével különösen fontossá vált, hogy hogyan tudja tartalommal megtölteni hivatalát. Működésének 2021 nyári megkezdése után az első négy hónapban 2000 feljelentést és 350 vizsgálatot kezelt az Európai Ügyészség, melyek mind a 22 résztvevő országot és 4,6 milliárd euró uniós kifizetést érintettek.

## Családi háttere
Laura Kövesi édesapja Ioan Lascu ügyész, aki 1980 és 2010. január 15. közt a medgyesi ügyészséget vezető főügyész volt. Bátyja, Sergiu Lascu, 2010-ben lett a Transgaz Információs Technológiáért és Kommunikációért Felelős Igazgatóságának főigazgató-helyettese.
Laura Kövesi 2007-ben elvált férjétől, Kövesi Eduárdtól, de megtartotta a volt férje vezetéknevét. 

## Díjak, kitüntetések, elismerések
- 2016: francia Becsületrend[10]
- 2016: a svéd Sarkcsillag Érdemrend, parancsnoki fokozatban[11]
- 2016: Az év európai embere díj, a Reader's Digesttől[12]
- 2015: A Társadalmi Párbeszédért Csoport (GDS) díja[13]
- 2014: Bátor Nők Romániában, az Amerikai Egyesült Államok Romániai Nagykövetségétől[14]
- 2012: Románia Csillaga Érdemrend, lovagi fokozatban[15]

## Fordítás
Ez a szócikk részben vagy egészben  a   Laura Codruța Kövesi című román Wikipédia-szócikk ezen változatának fordításán alapul.  Az eredeti cikk szerkesztőit annak laptörténete sorolja fel. Ez a jelzés csupán a megfogalmazás eredetét és a szerzői jogokat jelzi, nem szolgál a cikkben szereplő információk forrásmegjelöléseként.